# Come On Get Up
„Come On Get Up” este un cântec al interpretei americane Janet Jackson. Piesa a fost compusă de Jimmy Jam, Terry Lewis și Jackson, fiind inclusă pe cel de-al șaptelea material discografic de studio al artistei, All for You. „Come On Get Up” a fost ultimul disc single al materialului, neînregistrând clasări notabile.

## Ordinea pieselor pe disc
Disc promoțional - Japonia
1. „Come On Get Up” (editare radio) – 3:37

Disc promoțional - S.U.A.
- Fața A:

1. „Come On Get Up” (John Ciafone Dub) – 6:41

- Fața B:

1. „Come On Get Up” (Mood II Swing Vox) – 5:49
2. „Come On Get Up” (Mood II Swing Pacific Vox) – 5:02